# Демократична република Грузия
Демократична република Грузия (на грузински: საქართველოს დემოკრატიული რესპუბლიკა) е създадена на 26 май 1918 г., по време на Първата световна война и е просъществувала до образуването на новата Грузинска съветска социалистическа република на 25 февруари 1921 г. Основана е на териториите на Руската империя и части от Османската империя в резултат на разпадането на Закавказката демократична федеративна република, малко след Октомврийската революция. Главна роля в политическия живот на страната играе Грузинската социалдемократическа партия, представена основно от меншевики, които са допускали и други партии в управлението.
В периода 1918 – 1919 г. Грузия е съюзник и протекторат на Германската империя, но бива оставена на съдбата си скоро след немската загуба в Първата световна война. За да се противопостави на болшевишко влияние от Русия, Грузия бързо става протекторат на Великобритания. Уви, през 1920 г. и тя се оттегля, поради противоречивите условия на Московския договор от 1920 г. Останала без съюзници, Грузия скоро бива нападната от Червената армия. Страната рухва между февруари и март 1921 г. и на нейно място е създадена Грузинската съветска социалистическа република. След това тя влиза в състава на Закавказката съветска федеративна социалистическа република до 1936 г., когато става отделна съветска република в състава на СССР.

## Предистория
След Февруарската революция временното руско правителство създава в Тбилиси Специален Закавказки комитет, който е имал за цел да управлява Закавказието. Революционните съвети в Грузия са били съставени основно от членове на Грузинската социалдемократическа партия, които са подкрепяли временно правителство и са се подчинявали на Петроградския съвет. Болшевишката Октомврийска революция променя коренно ситуацията – Кавказките съвети отричат режима на Владимир Ленин. Същата година руската Кавказка армия започва бавно да се разпада, като повечето войници дезертират към родните си места. След болшевишкия преврат в Тбилиси е създаден Закавказви комисариат, който е имал за цел да замени Специалния Закавказки комитет. Комисариатът е включвал членове на грузински, арменски и азербайджански партии. По отношение на РСФСР, комисариатът е имал враждебна позиция, като е подкрепял всички анти-болшевишки сили в Северен Казвказ. На 22 април 1918 г. е създадена Закавказката демократична федеративна република начело с Николай Чхеидзе. Много грузинци, повлияни от идеите на Илия Чавчавадзе, настояват за национална независимост. Националното пробуждане е допълнително подсилено от възстановяването на автокефалията на Грузинската православна църква през 1917 г. и основаването на Тбилиския държавен университет през 1918 г. В отговор грузинските меншевики са считали подбудите за независимост като шовинизъм. В края на краищата Закавказката демократична федеративна република се разпада много скоро от изострените вътрешни отношения и от натиска на Германската и Османската империи. На 26 май 1918 г. Грузия обявява независимост, като начело на новата държава застава Ной Рамишвили.

## История
Независимостта на Грузия веднага е призната от Германската и Османската империи. В замяна Грузия става протекторат на Германия и отстъпва мюсюлманските си райони (включващи градовете Батуми, Артвин, Ахалцихе, Ахалкалаки и провинция Ардахан) на Османското правителство. Немската подкрепа, обаче, изиграва ключова роля в отблъскването на болшевишката заплаха от Абхазия.
Отношенията на Грузия със съседите ѝ по това време са изострени. Бялото движение на Антон Деникин и териториалните спорове с Армения водят до въоръжени сблъсъци. Поради заплахата от Бялото движение в региона, Великобритания изпраща военни части, които да се противопоставят на болшевиките. Британската намеса в Кавказ успокоява Грузия и Азербайджан, които се сближават още повече чрез съюз за взаимна отбрана, съставен през юли 1919 г. През следващите години основната заплаха за Грузия идва отвътре, в лицето на протестиращи болшевики, подкрепяни от Русия. Въпреки че през 1919 г. Абхазия получава автономност, етническите сблъсъци в страната продължават през 1920 г. с осетинците в Южна Осетия.

### Намеса на Германия и Великобритания
За да запази суверенитета си от Русия и Османската империя, Грузия става протекторат на Германия, като допуска немски военни части на територията си. Макар и за кратко, Германия успешно убеждава Османската империя да уважава границите на Грузия. Германия също така
дава назаем милиони марки на новосъздадената република. Въпреки топлите отношения с Грузия, Германия скоро оттегля частите си от страната, поради загубата в Първата световна война. След заминаването на немските сили, Грузия става протекторат на Великобритания. Британски батальони са разположени в Батуми и Поти. Железниците на Грузия също се пазят от британските сили. Британското отношение към Грузия, обаче, е съвсем различно от немското. Намесата на Лондон е с единствената цел да пази нефтените находища на Баку от болшевиките. Великобритания не се е интересувала от вътрешната ситуация в Грузия и се е фокусирала само върху това да опази нефтопроводите, търговията и природните ресурси. Още повече – Великобритания подкрепя Бялото движение, което се е борело срещу болшевиките, но и срещу Грузия. Въпреки това, местните жители са считали британските сили за стабилизираща сила в региона. Към края на 1918 г. Великобритания разполага с 60 000 военнослужещи в Закавказието. Отношението на грузинците към британците се подобрява, след като Великобритания помага за мирното разрешение на Грузинско-арменската война в края на 1918 г.

### Руска заплаха
През 1920 г. положението в Закавказието се усложнява, след като Руската СФСР побеждава Бялото движение в региона и Червената армия достига Кавказ. През януари Русия предлага съюз на Грузия, Армения и Азербайджан срещу Белите армии, но Грузинското правителство отказва да влиза в какъвто и да е военен съюз, като подчертава желанието си за неутралитет и за изглаждане на ситуацията между двете държави. Отказът на Грузия е приет негативно от руска страна. В същото време, на няколко пъти грузински комунисти се опитват да организират големи протести против правителството, но неуспешно. През април Червената армия установява съветски режим в Азербайджан, а грузинският болшевик Григорий Орджоникидзе поисква от Москва разрешение да нахлуе в Грузия. Въпреки че официално разрешение не е издадено от Ленин, местни болшевики се опитват да превземат военното училище в Тбилиси на 3 май 1920 г. като встъпление на преврат, но биват спрени от генерал Георгий Квинитадзе. Грузинското правителство се мобилизира и назначава генерал Квинитадзе като главнокомандващ армията. В същото време съветските сили обвиняват Грузия в подпомагане на азерското националистическо въстание в град Ганджа и предприемат настъпление в грузинска територия. Атаката им е отблъсната от Квинитадзе. След няколко дни започват преговори в Москва. Подписан е противоречивият Московски договор, според който грузинската независимост е призната от Русия, а в замяна се легализират болшевишките организации в Грузия и се забраняват чуждите военни сили на територията на страната.
След като Азербайджан и Армения минават под съветска власт, Грузия се оказва обградена от неприятели. Положението ѝ допълнително се усложнява, след като Великобритания изтегля войските си от страната. Отношенията на съветските републики с Грузия се влошават значително, след като и двете страни нарушават точките от Московския договор.

### Крах
На 21 февруари 1921 г., без да обяви война, Червената армия внезапно напада Грузия от три страни. На 25 февруари съветските части вече са в Тбилиси. Османската империя също се включва в конфликта, като превзема югозападните части на страната. На 17 март е сключено примирие, а на 18 март Демократична република Грузия се превръща в Грузинска съветска социалистическа република.

## Икономика
Грузия е сред най-големите производители на манган в света в началото на 20 век. Само през 1919 г. Грузия изнася 300 000 тона руда към Германия. По същото време Грузия е и важен транспортен коридор за нефт със своите железници и пристанища на Черно море – Батуми и Поти. Въпреки рудодобива и транспортното си значение, Грузия по това време си остава аграрна страна, с традиции във винопроизводството.

## Култура и образование
По времето на този период от грузинската история най-значимото културно събитие е несъмнено основаването на Тбилиския Държавен университет – дългоочаквана грузинска мечта, осуетявана от Руската империя в продължение на няколко десетилетия. Основани са гимназии в Тбилиси, Батуми, Кутаиси, Озургети, Поти и Гори, Тбилиското военно училище и Педагогическата семинария в Гори. Имало е и училища за етническите малцинства. Издавали са се вестниците „Сакартвелос Республика“, „Сакартвело“, „Ертоба“, „Самшобло“, „Сахалхо Сакме“.